# Bulbophyllum xanthobulbum
Bulbophyllum xanthobulbum är en orkidéart som beskrevs av Rudolf Schlechter. Bulbophyllum xanthobulbum ingår i släktet Bulbophyllum och familjen orkidéer. Inga underarter finns listade i Catalogue of Life.